# Michael Kohn
Michael Kohn –conocido como Mike Kohn– (Columbia, 26 de mayo de 1972) es un deportista estadounidense que compitió en bobsleigh en la modalidad cuádruple. 
Participó en dos Juegos Olímpicos de Invierno, en los años 2002 y 2010, obteniendo una medalla de bronce en Salt Lake City 2002, en la prueba cuádruple (junto con Brian Shimer, Doug Sharp y Daniel Steele). Ganó una medalla de plata en el Campeonato Mundial de Bobsleigh de 2007.

## Palmarés internacional
| Juegos Olímpicos   | Juegos Olímpicos                | Juegos Olímpicos  | Juegos Olímpicos |
| Año                | Lugar                           | Medalla           | Prueba           |
| ------------------ | ------------------------------- | ----------------- | ---------------- |
| 2002               | Salt Lake City (Estados Unidos) | Medalla de bronce | Cuádruple        |
| Campeonato Mundial |                                 |                   |                  |
| Año                | Lugar                           | Medalla           | Prueba           |
| 2007               | Sankt Moritz (Suiza)            | Medalla de plata  | Equipo           |